# Robinho
Robinho, właśc. Robson de Souza (ur. 25 stycznia 1984 w São Vicente) – brazylijski piłkarz, który występował na pozycji napastnika.

## Życiorys
Urodził się w Parque Bitaru, w dzielnicy São Vicente. W wieku sześciu lat dołączył do lokalnej drużyny dziecięcej Beira-Mar i już w pierwszym sezonie zdobył mistrzostwo. W 1993, gdy miał dziewięć lat, zwrócił na siebie uwagę strzelając 73 gole dla drużyny futsalu Portuários. W tym samym roku dołączył do programu szkolenia młodzieży Santosu FC, który wtedy był nadzorowany przez słynnego Pelé.
W 2002 dołączył do seniorskiej drużyny Santosu. W tym samym roku jego drużyna zdobyła mistrzostwo Brazylii. Była to pierwsza wygrana od ponad 20 lat. W 2003 zajął drugie miejsce w Copa Libertadores.
W 2004 został wybrany najlepszym piłkarzem ligi brazylijskiej. W tym samym roku Robinho zadebiutował w reprezentacji Brazylii w meczu finałowym CONCACAF Gold Cup. W 2004 porwano jego matkę.
31 lipca 2005 podpisał pięcioletni kontrakt z Realem Madryt. W 2006 wziął udział w Mistrzostwach Świata w Niemczech. Zagrał w każdym meczu grupowym Brazylii, ale tylko spotkanie z Japonią rozpoczął w wyjściowym składzie. Jego pierwszy mundial zakończył się meczem z Francją w ćwierćfinale.
Latem 2008 przeszedł do Manchesteru City podpisując kontrakt na cztery lata.
28 stycznia 2009 został wypożyczony przez Santos FC. 31 sierpnia 2010 został piłkarzem A.C. Milan.
23 listopada 2017 piłkarz został skazany przez sąd pierwszej instancji w Mediolanie na 9 lat więzienia za udział 22 stycznia 2013 w zbiorowym gwałcie na 22-letniej znajomej Albance. W 2020 roku sąd odwoławczy oddalił odwołanie piłkarza a 9 stycznia 2022 rzymski sąd kasacyjny oddalił kolejne odwołanie i wydał ostateczny wyrok 9 lat więzienia oraz 60 tysięcy euro odszkodowania na rzecz pokrzywdzonej kobiety.
26 lipca 2018 dołączył do tureckiego Sivassporu, aby opuścić go w styczniu 2019 na rzecz İstanbul Başakşehiru. W 2020 powrócił do Santosu; jego umowa została zerwana po sześciu dniach.
Karierę piłkarza zakończył w październiku 2020.

## Sukcesy
Santos FC
- Mistrzostwo Brazylii: 2002, 2004
- 2. miejsce w Copa Libertadores 2003

Real Madryt
- Mistrzostwo Hiszpanii: 2007, 2008
- Superpuchar Hiszpanii: 2008

AC Milan
- Mistrzostwo Włoch: 2011
- Superpuchar Włoch: 2011

Indywidualnie
- Najlepszy piłkarz ligi brazylijskiej: 2004
- Król Strzelców Copa América: 2007
- Najlepszy piłkarz Copa América: 2007

Reprezentacja
- Copa América: 2007
- Puchar Konfederacji: 2005, 2009